# Congosto de Sopeira

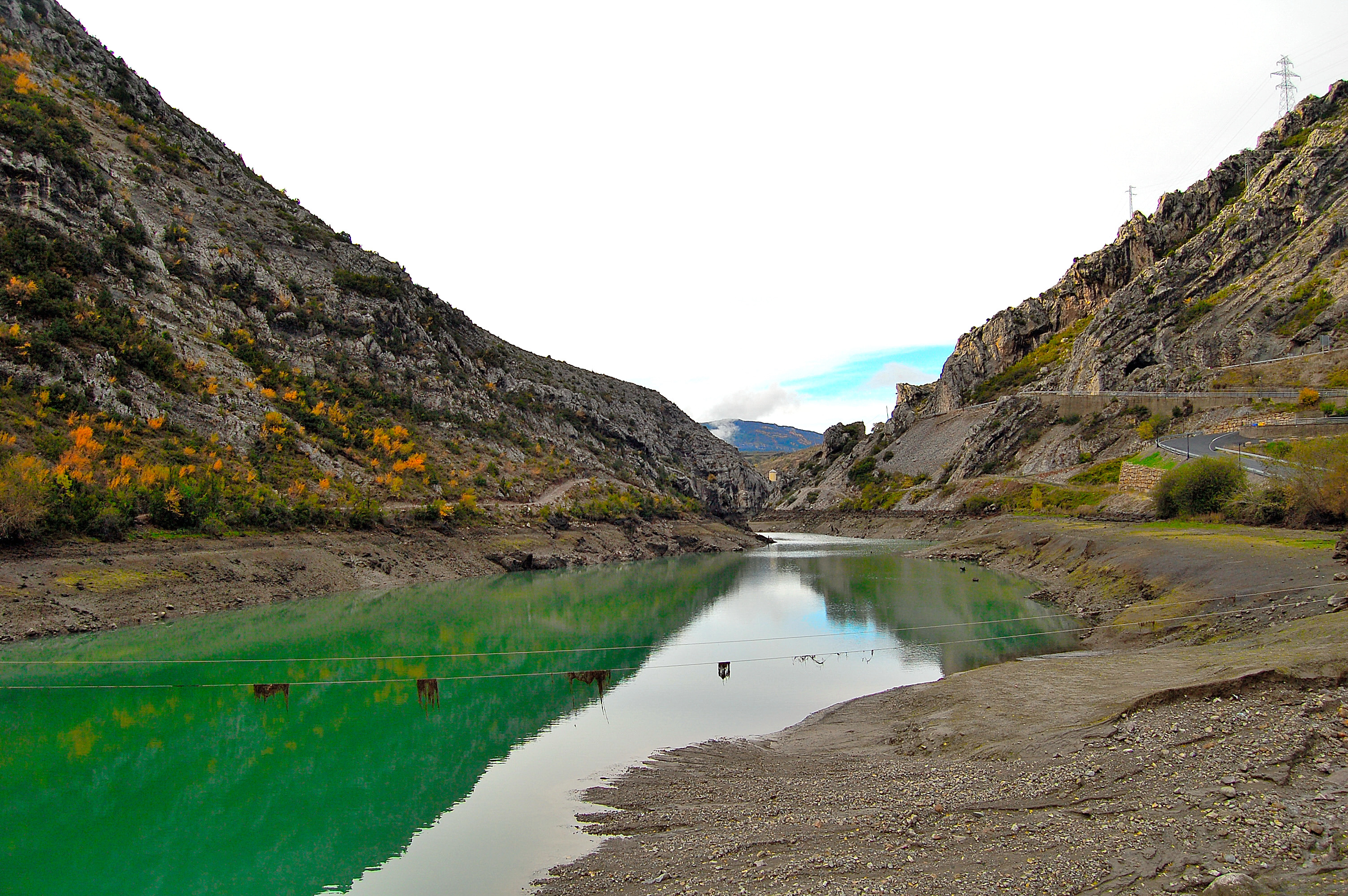
El congosto de Sopeira con el embalse homónimo.

El congosto de Sopeira es una zona especial de conservación en Sopeira, (Aragón, España), famosa por ser la única zona con presencia de la especie Dioscorea chouardii.

## Descripción
Se trata de un congosto o desfiladero en el curso alto del río Noguera Ribagorzana a la salida de la presa de Escales, donde el río presenta varias formaciones rocosas en la ribera. Estos relieves calizos son el hábitat de Dioscorea chouardii, una planta rupícola que solo se ha identificado en el congosto. Aguas abajo del espacio se encuentra la localidad de Sopeira con su presa homónima.
El curso fluvial es habitado por peces como la trucha común y la madrilla, endemismo de la cuenca del Ebro, y mamíferos como la nutria. Sus riberas albergan igualmente anfibios como el sapo corredor y el sapo partero.
Los márgenes del río forman un espacio de 270 Ha de arboledas y matorrales, con múltiples especies vegetales de interés. Así, se han identificado hierbas y plantas florales como el Bupleurum angulosum, el Antirrhinum molle, el Asplenium celtibericum, la Linaria bubanii, la Odontites pyrenaea y la Sarcocapnos enneaphylla. Junto a estas, hay presencia de árboles como abedules, hayas, sabinas, pinos, chopos y múltiples especies de sauces. Los bosques resultantes cobijan especies de mamíferos como jabalíes y corzos.
El área es igualmente visitada por cuarenta y nueve especies diferentes de aves. Las especies voladoras que habitan el congosto incluyen también cuatro especies de murciélagos (Barbastella barbastellus, Miniopterus schreibersii, Myotis capaccinii y Rhinolophus hipposideros).
Dado el valor ecológico del área fue propuesto como lugar de importancia comunitaria (LIC) en 1999, siendo confirmado en 2006 y  posteriormente elevada a zona especial de conservación en 2021. El potencial desdoblamiento de la carretera N-230, que atraviesa la zona protegida, el incremento de tráfico esperado por la ampliación del túnel de Viella y el hecho de que la ruta no tiene peajes y por ende concentra relativamente el tráfico pesado entre España y Francia en comparación a otras conexiones por los Pirineos Centrales son consideradas las principales riesgos para el entorno. Dada la complejidad orográfica del trazado de la carretera en la zona, su elevado coste y los impactos ambientales, los ayuntamientos de la zona, incluyendo el consistorio de Sopeira, pidieron el no desdoblamiento de ese tramo de la ruta.